# Corrine Brown

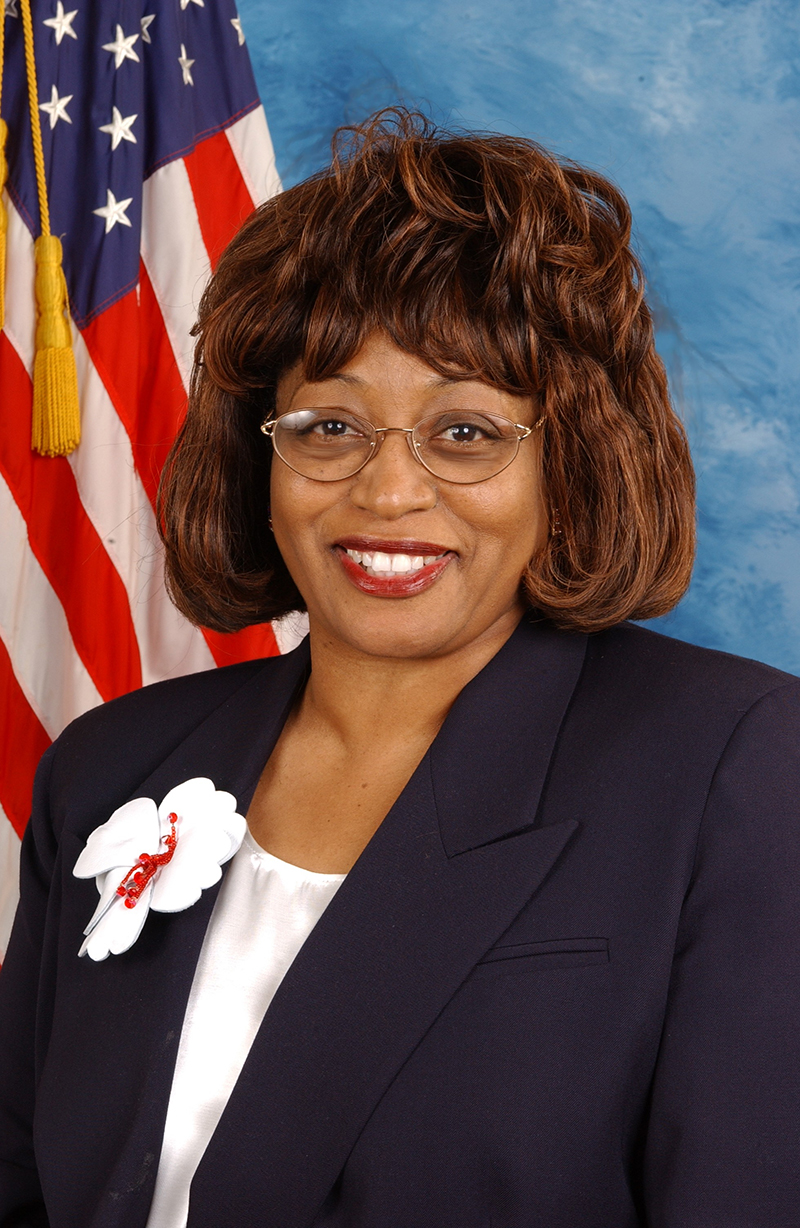
Corrine Brown

Corrine Brown, född 11 november 1946 i Jacksonville, Florida, är en amerikansk demokratisk politiker. Hon representerade delstaten Floridas tredje distrikt i USA:s representanthus mellan 1993 och 2017.
Brown avlade 1969 kandidatexamen vid Florida Agricultural and Mechanical University i Tallahassee. Hon avlade sedan 1971 masterexamen vid samma universitet och 1974 en påbyggnadsexamen, Educational Specialist, vid University of Florida. Hon har undervisat vid tre olika högskolor.
Brown blev 1992 invald i representanthuset.